# Thomas Hudson

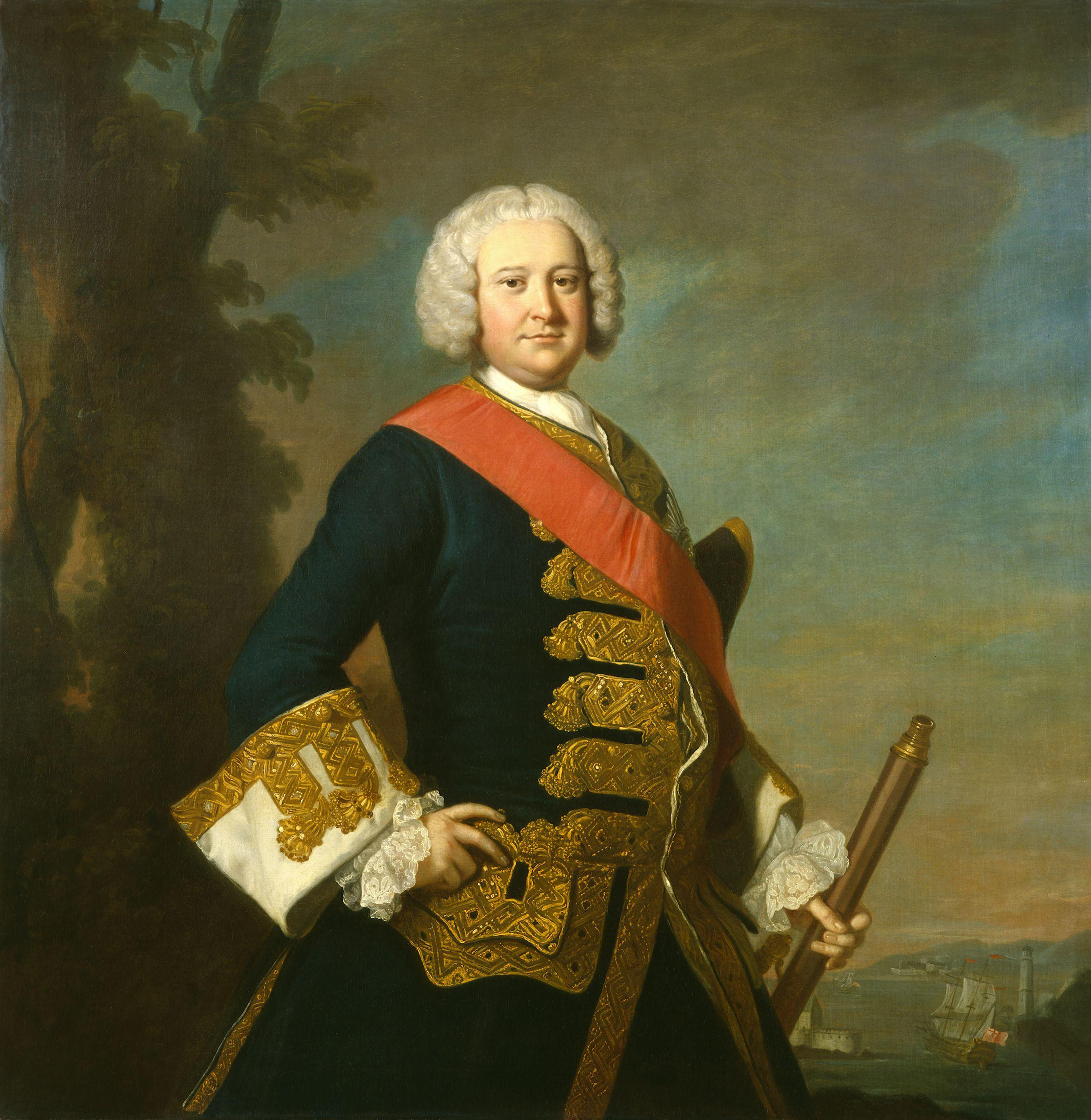
Portret Petera Warrena, National Portrait Gallery

Thomas Hudson (ur. 1701 w Devon, zm. 26 stycznia 1779 w Twickenham) – angielski malarz portrecista.
Był uczniem malarza i pisarza Jonathana Richardsona (1665–1745), przed 1725 poślubił jego córkę. W latach 1745–1755 był jednym z najpopularniejszych malarzy portrecistów w Londynie, później stopniowo wycofał się z działalności artystycznej. Firmował swoim nazwiskiem wiele obrazów, jednak powstawały one przy udziale wyspecjalizowanych podwykonawców. Zatrudniał między innymi pochodzącego z Flandrii Josepha van Akena, który biegle malował tkaniny. Z tego powodu zarzucano mu niesumienność, taką opinię wyraził m.in. żyjący na przełomie XIX i XX wieku malarz John William Waterhouse.
Thomas Hudson znany jest obecnie głównie jako nauczyciel kilku wybitnych malarzy takich jak Joshua Reynolds, Joseph Wright of Derby i John Hamilton Mortimer. Jego liczne prace znajdują się przede wszystkim w zbiorach brytyjskich, m.in. National Portrait Gallery, National Maritime Museum, Tate Gallery, Foundling Museum i Bristol City Museum and Art Gallery.